# Excorallana acuticauda
Excorallana acuticauda là một loài chân đều trong họ Corallanidae. Loài này được Miers miêu tả khoa học năm 1881.